# Edentina
Az Edentina valószínűleg latin eredetű név, a jelentése fogatlan.

## Gyakorisága
Az 1990-es években szórványos név, a 2000-es években nem szerepel a 100 leggyakoribb női név között.

## Névnapok
ajánlott névnap
- február 26., szökőévekben február 27.